# Crematogaster sorokini
Crematogaster sorokini   (лат.) — вид муравьёв рода Crematogaster из подсемейства Myrmicinae (Formicidae).

## Распространение
Центральная и Средняя Азия: Иран, Казахстан, Туркмения.

## Описание
Мелкие муравьи (рабочие имеют длину 4—5 мм, матки крупнее) с обильными отстоящими волосками на теле, двуцветные: брюшко чёрное, а голова и грудь красно-коричневые. Первый членик стебелька (петиоль) трапециевидный (вид сверху). Задняя часть груди (проподеум) с шипами.  Усики 11-члениковые (12 у самцов). Стебелёк между грудкой и брюшком состоит из двух члеников: петиолюса и постпетиолюса (последний четко отделен от брюшка), жало развито, куколки голые (без кокона). Характерна возможность откидывать брюшко на спину при распылении кислоты. Семьи содержат одну матку (моногинные) и несколько сотен рабочих особей. Муравейники в земле. Вид был впервые описан из Казахстана в 1905 году русским мирмекологом Михаилом Дмитриевичем Рузским под первоначальным названием Crematogaster (Acrocoelia) auberti var. sorokini Ruzsky, 1905, долгое время смешивался с видом Crematogaster inermis (до 1985 года рассматривался в качестве подвида).